# Jakob Steiner
Jakob Steiner (Utzenstorf (kanton Bern), 18 maart 1796 - Bern, 1 april 1863) was een Zwitserse wiskundige.
Op zijn achttiende jaar werd Steiner leerling van Heinrich Pestalozzi, en studeerde vervolgens in Heidelberg. Daarna ging hij naar Berlijn, waar hij, net als in Heidelberg, met bijlessen zijn geld verdiende. Hij raakte bevriend met August Leopold Crelle die, aangemoedigd door zijn kwaliteiten en die van Niels Henrik Abel, die in die tijd ook in Berlijn verbleef, zijn beroemde Crelle's Journal oprichtte.
Na Steiners publicatie (1832) van zijn werk Systematische Entwickelung der Abhängigkeit geometrischer Gestalten von einander ontving hij door toedoen van Carl Jacobi, die toen hoogleraar was aan de universiteit in Koningsbergen, een eredoctoraat, en werd door diens toedoen en dat van de broers Wilhelm en Alexander von Humboldt aan de Universiteit van Berlijn een leerstoel meetkunde opgericht in 1834. Hier werkte hij tot zijn dood.
Het wiskundige werk van Steiner beperkte zich tot meetkunde. Hij behandelde dit synthetisch en geheel niet analytisch. De analytische benadering haatte hij, en er wordt gezegd dat hij het als schande beschouwde voor de synthetische meetkunde als gelijke of sterkere resultaten werden gevonden met analytische methodes. Op zijn terrein overtrof hij al zijn tijdgenoten. Zijn onderzoeken onderscheiden zich doordat ze ver gegeneraliseerd zijn, door de vruchtbaarheid van zijn bronnen en de accuratesse van zijn bewijzen. Hij werd wel beschouwd als de grootste zuiver meetkundige sinds Apollonius van Perga.
In Steiners Systematische Entwickelung der Abhängigkeit geometrischer Gestalten von einander legde hij het fundament voor de moderne synthetische meetkunde. Hij introduceerde wat nu meetkundige vormen worden genoemd (de projectieve reeks, lijnenbundel, enz.) en legde tussen hun elementen een eenduidig verband, of zoals hij het noemde, maakte ze projectief. Vervolgens kwam hij met hulp van deze projectieve reeksen en lijnenbundels tot een nieuwe generatie kegelsneden en kwadratische regeloppervlakken. Dit leidde tot snellere en directere manieren dan tot dan toe bekend naar het wezen van kegelsnedes en onthulde de organische verbinding tussen hun diverse eigenschappen en geheimen. In dit werk, dat maar één deel omvat in plaats van de geplande vijf, is ook vanaf het allereerste begin voor de eerste keer het principe van dualiteit geïntroduceerd als een onmiddellijk gevolg van de fundamentele eigenschappen van vlak, lijn en punt.
In een klein tweede boek, Die geometrischen Constructionen ausgeführt mittels der geraden Linie und eines festen Kreises (1833), laat Steiner zien, wat al werd gesuggereerd door Jean-Victor Poncelet, hoe alle constructieproblemen van de tweede orde kunnen worden uitgevoerd met behulp van alleen een liniaal, zonder passer, als er maar een cirkel op het papier is gegeven. Hij schreef nog "Vorlesungen über synthetische Geometrie", postuum gepubliceerd in 1876.
De rest van Steiners werk staat in een groot aantal artikelen, meest gepubliceerd in Crelles Journal, waarvan het eerste deel zijn eerste vier artikelen bevat. De belangrijkste artikelen zijn die over algebraïsche krommen en oppervlakken, in het bijzonder het korte artikel Allgemeine Eigenschaften algebraischer Curven. Dit artikel bevat alleen maar stellingen, en er is geen indicatie gegeven over hoe hij tot deze resultaten is gekomen, zodat ze, volgense L.O. Hosse, net als de stellingen van Fermat puzzels zijn voor de huidige en toekomstige generaties. Eminente analytici zijn erin geslaagd enkele van de stellingen te bewijzen, maar het was aan Luigi Cremona in zijn boek over algebraïsche krommen voorbehouden ze allemaal te bewijzen, op een uniform synthetische manier.
Andere belangrijke onderzoeken hebben te maken met extreme waarden. Beginnend met simpele elementaire stellingen gaat Steiner verder en komt tot oplossingen van problemen die analytisch variatierekening vereisen, en in zijn tijd de mogelijkheden van de analyse overtroffen.